# مضاد حيوي لغلاف الخلية
المضادات الحيوية لغلاف الخلية هي مضادات للبكتيريا تعمل بالدرجة الأولى على مستوى غلاف الخلية.
ومن الأمثلة على هذا النوع من المضادات سيكلوسيرين، البنسلين، بوليميكسين ب.